# Tiphys vernalis
Tiphys vernalis är en kvalsterart som först beskrevs av Herbert Habeeb 1954.  Tiphys vernalis ingår i släktet Tiphys och familjen Pionidae. Inga underarter finns listade i Catalogue of Life.